# 莱奥波尔多·诺比利
莱奥波尔多·诺比利（義大利語：Leopoldo Nobili，1784年7月5日—1835年8月22日）是一位意大利物理学家，在1825年发明了检流计，对电化学和热力学的发展起到了重要作用。